# (241475) Martinagedeck
(241475) Martinagedeck ist ein im äußeren Hauptgürtel gelegener Asteroid. Er wurde vom deutschen Astronomen Felix Hormuth am 25. Januar 2009 am spanischen Calar-Alto-Observatorium (IAU-Code 493) entdeckt.
Mittlere Sonnenentfernung (große Halbachse), Exzentrizität und Neigung der Bahnebene von (241475) Martinagedeck entsprechen grob der Eos-Familie, einer Gruppe von Asteroiden, welche typischerweise große Halbachsen von 2,95 bis 3,1 AE aufweisen, nach innen begrenzt von der Kirkwoodlücke der 7:3-Resonanz mit Jupiter, sowie Bahnneigungen zwischen 8° und 12°. Die Gruppe ist nach dem Asteroiden (221) Eos benannt. Es wird vermutet, dass die Familie vor mehr als einer Milliarde Jahren durch eine Kollision entstanden ist.
(241475) Martinagedeck wurde am 2. Juli 2015 auf Vorschlag von Felix Hormuth nach der deutschen Schauspielerin Martina Gedeck (* 1961) benannt. Im Benennungstext besonders hervorgehoben wurden zwei Filme aus dem Jahre 2006, in denen sie mitspielte: „Das Leben der Anderen“ und „Der gute Hirte“.